# Litztråd

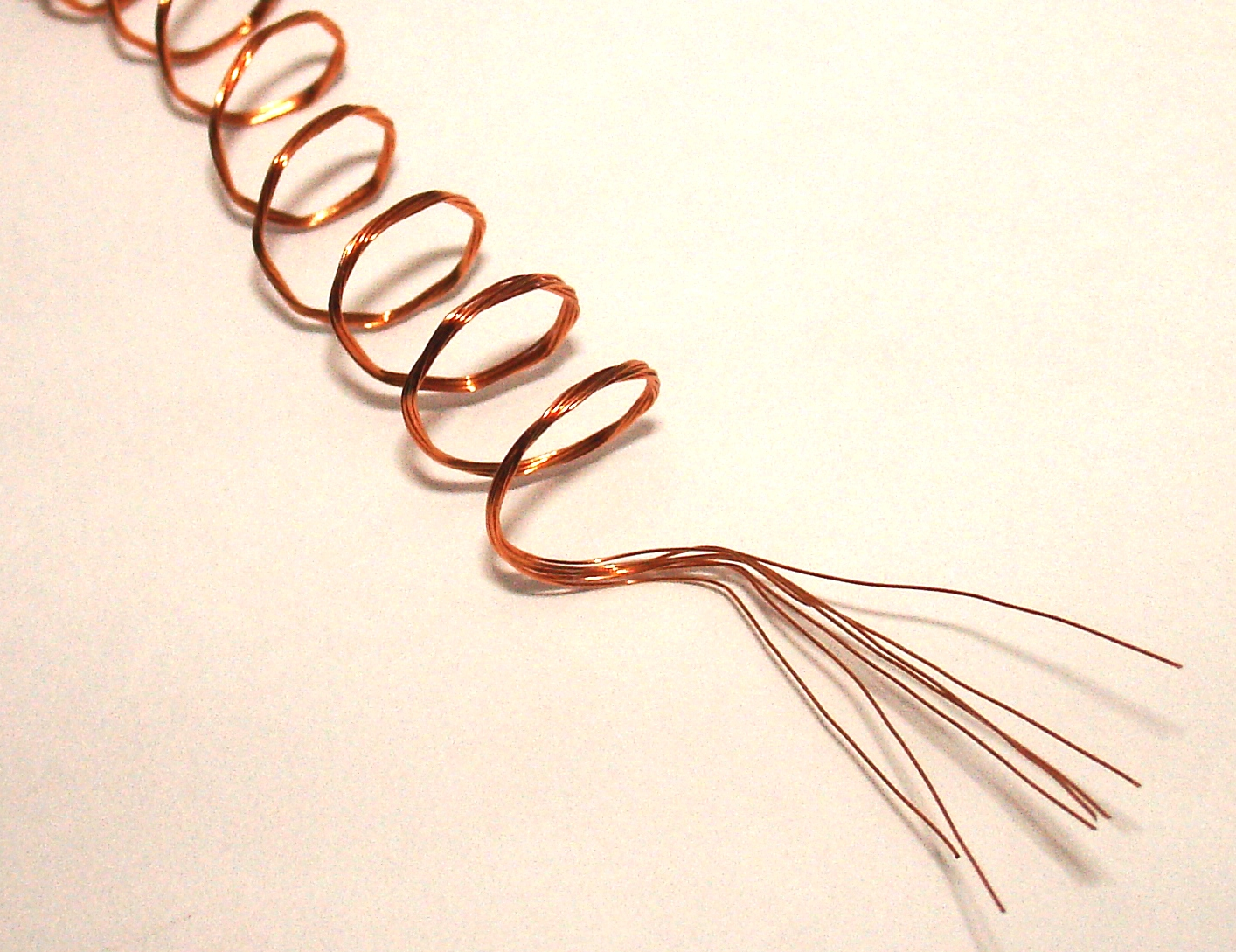
Litztråd bestående av åtta tunna individuellt isolerade koppartrådar

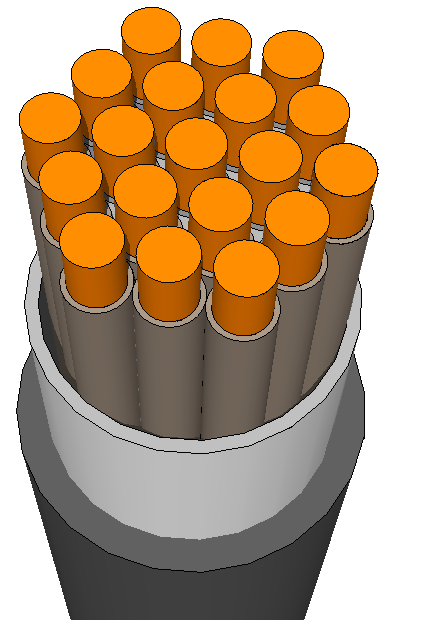
Tvärsnitt av litztråd

Litztråd är en typ av elkabel som används i elektronik till att överföra växelström. Kabeln är utformad för att minska förluster förorsakade av skineffekten och av närhetseffekten i ledare som används vid frekvenser upp till ca 1 MHz. Litztråden består av många småtrådar som är individuellt isolerade. Småtrådarna är vridna eller sammanvävda, efter en av flera noggrant föreskrivna mönster ofta med flera nivåer (grupper av tvinnade trådar är i sin tur ihoptvinnade.) 
Termen litz kommer från tyskans Litzendraht, vilket betyder flätad/tvinnad tråd eller vävd tråd.

## Skineffekt
Resistansen hos en elektrisk ledare vid likström (0 Hz) beror på dess tvärsnittsarea. En ledare med en större yta har en lägre resistans. Motståndet beror även på frekvensen eftersom den effektiva tvärsnittsarean ändras med frekvensen. För växelströmmar (AC) förorsakar skineffekten att motståndet ökar med ökande frekvens.
Vid låga frekvenser, är effekten försumbar. Vid tillräckligt höga frekvenser är skindjupet litet jämfört med ledarens storlek. Skineffekten får merparten av strömmen att flyta nära ledarens yta.
När större ledare behövs, används knep för att minimera skineffekten. Målet är att öka den ledande ytan. Ett knep är att använda en ihålig ledare med en vägg som är ett skindjup tjock. Det är i huvudsak en tråd med stor diameter vars insida, som inte leder ström, är borttagen. Metoden är skrymmande, men sparar ledarmaterial.
För att minska skineffektens inverkan, består litztråd av en mängd parallella småtrådar (som bildar ett knippe). Varje småtråd är smalare än ett skindjup, så att en enskild tråd inte drabbas av märkbar förlust på grund av skineffekt. Småtrådarna ska isoleras från varandra - annars skulle knippets alla trådar kortslutas och bete sig som en enda stor ledare, och fortfarande ha problem med skineffekt. Vidare kan småtrådarna inte hela vägen ha samma radiella position i knippet: annars skulle de elektromagnetiska effekter som orsakar skineffekten fortfarande störa ledningsförmågan. Knippet är konstruerat så de individuella småtrådarna vid korta intervall finns på utsidan av knippet (lågt motstånd), men också finns inne i knippet (där förändringar i det elektromagnetiska fältet är starkare och motståndet högre). Om varje småtråd har ungefär samma genomsnittliga motstånd, kommer varje del att bidra till lika mycket ledning för hela kabeln.